# C'est dit
C'est dit is een nummer van de Franse zanger Calogero uit 2009. Het is de eerste single van zijn vijfde studioalbum L'Embellie.
Het nummer gaat over vriendschap. De boodschap van de plaat is volgens Calogero dat "je van alles kan bereiken in het leven; echte rijkdom is dat je niet alleen bent, maar omringd wordt door twee, drie echte vrienden". Veel echte vrienden zijn er namelijk niet volgens de zanger. De tekst werd geschreven door Jean-Jacques Goldman, die in de jaren '80 grote hits had in Frankrijk en één van Calogero's idolen is. "C'est dit" werd ook een hit in Frankrijk en bereikte de 7e positie. In Wallonië bereikte de nummer 1-positie bereikte in de Ultratop 50.

## Tracklijst
- Cd-single

1. "C'est dit" (radioversie) - 3:27

- Muziekdownload

1. "C'est dit" (albumversie) - 3:30